# フョードル・トレポフ

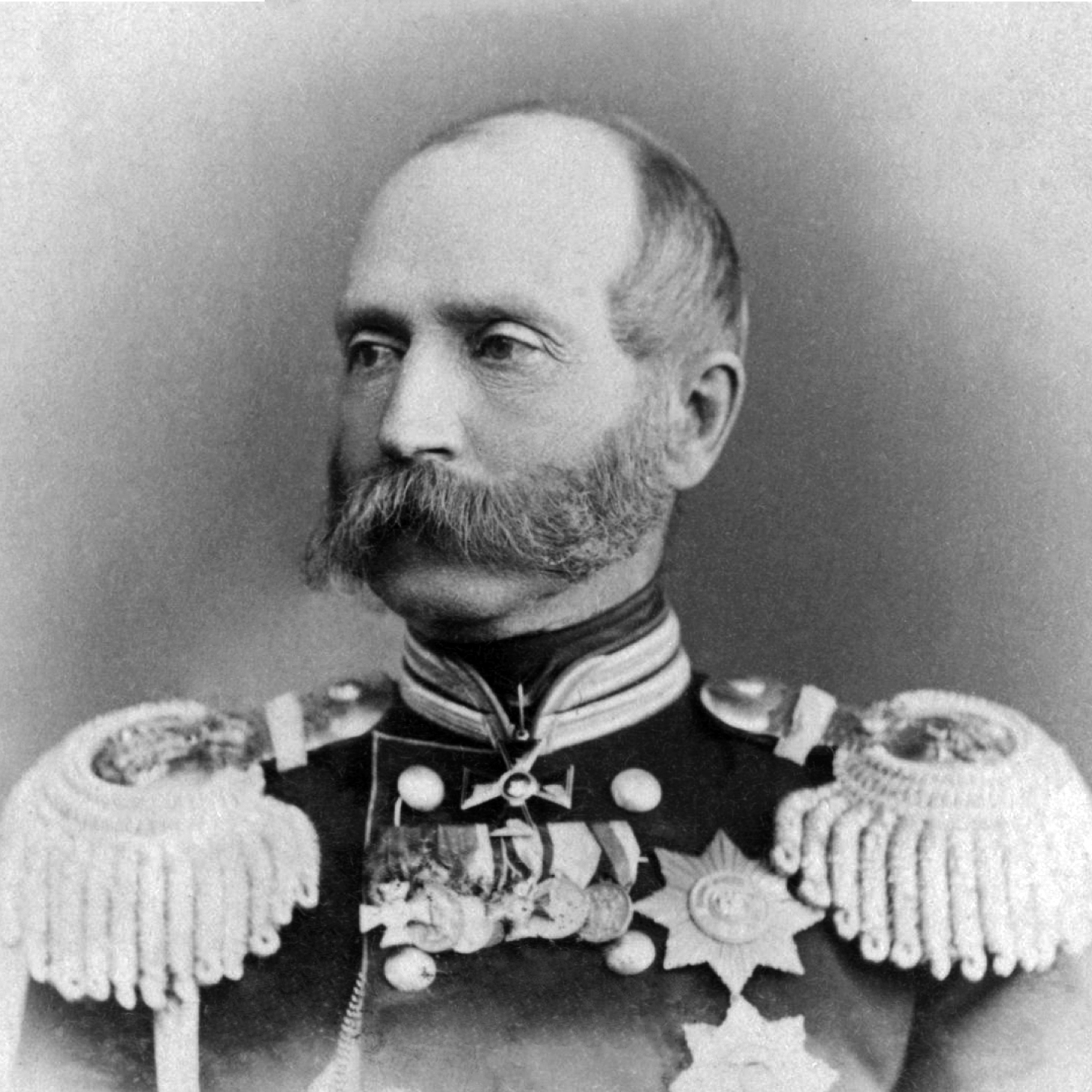
フョードル・トレポフ

フョードル・フョードロヴィッチ・トレポフ（Фёдор Фёдорович Тре́пов、Fyodor Fyodorovich Trepov 、1812年 - 1889年）は、帝政ロシアの軍人、官僚政治家。
1831年にポーランド反乱の鎮圧から軍歴を開始する。キエフ憲兵隊騎兵司令官を経て、1863年から1864年にかけて起きたポーランドの反乱の鎮圧ぶりで有名になった。1866年にはドミトリー・カラコーゾフによる皇帝アレクサンドル2世暗殺未遂事件（カラコーゾフ事件）を経て、ペテルブルク警視庁長官に任命された。トレポフは、ペテルブルクの治安維持と政治犯の逮捕に辣腕を振るった。1867年に警視副総監を経て、1873年にペテルブルク特別市長官（市長）に任命される。1877年7月に監獄を視察中、政治犯のアレクセイ・ボゴリューボフに対し、自分への脱帽を拒否されたことへの報復として鞭刑とした。1878年にはこの事件に憤激したヴェーラ・ザスーリチによって狙撃され、負傷する。暗殺未遂事件後は騎兵大将に列せられ、引退した。
長男フョードル・フョードロヴィッチ・トレポフ（同姓同名）は、軍人で日露戦争では衛生部隊司令官を務めた。二男ウラジーミル・トレポフは、国家評議会議員。三男ドミトリー・トレポフは宮廷警備司令官で皇帝ニコライ2世の相談役として権勢を振るった官僚政治家。末子アレクサンドル・トレポフは、帝政末期に首相を務めた。